# 为你而来 (电影)
《为你而来》（英語：Come for You）2012年上映的爱情片，為台灣、中國大陸兩岸三地合拍，由夏如芝、林宗仁（茂伯）、郑凯、霍泥芳等演出。

## 剧情
一位患有白血病的台灣女孩谢怡佳，在療養院裡擔任志工，偶然間為了完成療養院裡的一位阿公李水发的遗愿，尋找在大陸宁州家鄉的人事物，开始了一段旅程，意外結識了攝影師林德。

## 主演
| 演员   | 角色     | 备注   |
| 郑凯   | 林德     | 摄影师 |
| 夏如芝 | 谢怡佳   |        |
| 霍泥芳 | 蓝玫美   |        |
| 林宗仁 | 老年水发 |        |
| 黄亮   | 少年水发 |        |
| 谢宇威 | 金猛高   |        |

## 制作
电影男主角原本是潘粤明出演，但是由于车祸而中断，重新开拍，换成郑凯。
女主角夏如芝曾演出周杰伦的〈髮如雪〉、〈千里之外〉、〈青花瓷〉、〈蘭亭序〉。
该片清新唯美的悲剧爱情故事获得好评。
该片在台湾宜兰县、中國大陸福建省宁德市取景。